# Flugplatz Eggenfelden

i7
i11
i13
Der Flugplatz Eggenfelden (ICAO-Code: EDME) ist ein deutscher Verkehrslandeplatz drei Kilometer südwestlich von Eggenfelden in Bayern.

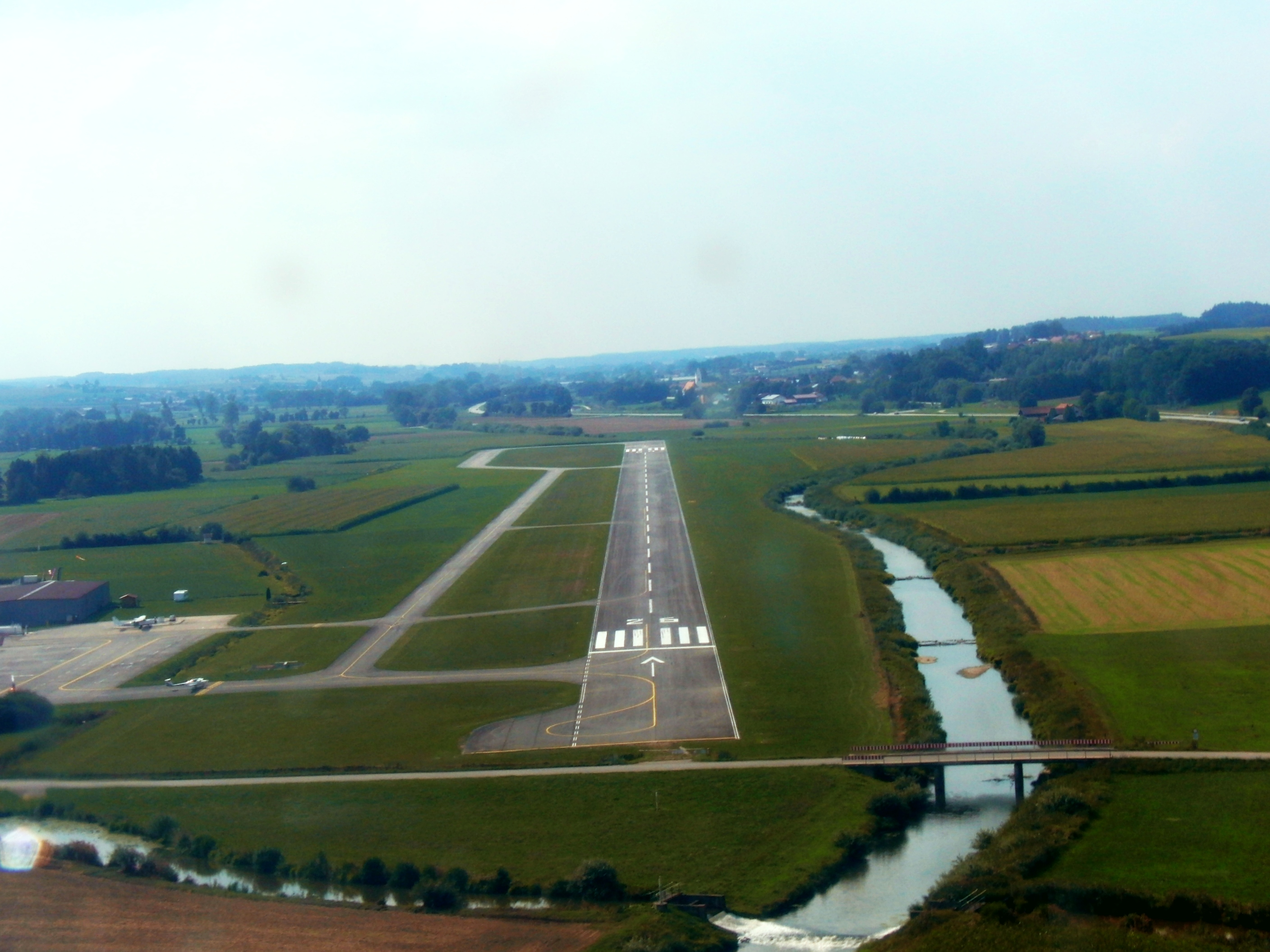
Östlicher Anflug am Flugplatz Eggenfelden

## Flugbetrieb
Es dürfen Flugzeuge mit einem Höchstgewicht von 50 t starten und landen. Neben dem Sichtflugbetrieb bietet der Flugplatz auch die Möglichkeit zum Instrumentenflugbetrieb. Es wird ein Flugplatzinformationsdienst (Aerodrome Flight Information Service; AFIS) bereitgestellt.

## Firmen und Vereine vor Ort
Am Flugplatz sind mehrere Flugschulen, Luftsportvereine und Firmen ansässig.

## Anfahrt
Der Flugplatz ist per PKW über die B 388 zu erreichen.